# 007 - O Amanhã Nunca Morre
Tomorrow Never Dies (bra/prt: 007 - O Amanhã Nunca Morre) é um filme britano-estadunidense de 1997, dos gêneros ação, aventura e espionagem, dirigido por Roger Spottiswoode.
Este 18.º filme de James Bond tem Pierce Brosnan pela segunda vez no papel do agente da MI6 007. Na história, Bond, com a ajuda da agente especial chinesa Wai Lin, descobre que o magnata da mídia, Elliot Carver, manipula as notícias com seu império das comunicações jogando potências internacionais umas contra as outras para formar a Terceira Guerra Mundial. O filme faturou 333 milhões de dólares mundialmente.
O roteiro foi escrito por Bruce Feirstein, produzido por Michael G. Wilson e Barbara Broccoli, e foi o primeiro filme de James Bond feito após a morte do produtor Albert R. Broccoli, para quem o filme presta homenagem nos créditos finais. Locações incluídas são França, Tailândia, Alemanha, México e Reino Unido. O Amanhã Nunca Morre teve um bom desempenho nas bilheterias e ganhou uma nomeação para os prêmios Globo de Ouro apesar de críticas mistas. Enquanto o seu desempenho na bilheteria doméstica superou a de seu antecessor, GoldenEye, foi o único filme de Bond com Pierce Brosnan que não abriu em primeiro lugar nas bilheterias, que foi lançado no mesmo dia que Titanic, mas em segundo lugar.

## Elenco
- Pierce Brosnan como James Bond, agente da MI6 007.
- Jonathan Pryce como Elliot Carver, um psicopata magnata da mídia que pretende provocar uma guerra mundial, a fim de impulsionar as vendas e avaliações de suas divisões de notícias.
- Michelle Yeoh como Wai Lin, uma espiã chinesa qualificada e aliada de Bond.
- Teri Hatcher como Paris Carver, uma ex-namorada de Bond que agora é esposa troféu de Carver.
- Götz Otto como Richard Stamper, o capanga de Carver, que é hábil na arte de tortura Chakra.
- Ricky Jay como Henry Gupta, um americano "Tecno-terrorista" a serviço de Carver. Bruce Feirstein disse ele nomeou este personagem depois de um Gupta Bakery, que ele conheceu no caminho para os estúdios.[9]
- Joe Don Baker como Jack Wade, contato da CIA, reprisando seu papel de GoldenEye.
- Vincent Schiavelli como Dr. Kaufman, um assassino profissional utilizado por Elliot Carver.
- Judi Dench como M, reprisando seu papel de GoldenEye.
- Desmond Llewelyn em sua aparência penúltimo como Q.
- Samantha Bond como Miss Moneypenny.
- Daphne Deckers como PR da Carver Media Group Network.
- Geoffrey Palmer como Almirante Roebuck, contato militar controverso de M.
- Colin Salmon como Charles Robinson, chefe de gabinete de M.
- Julian Fellowes como Ministro da Defesa Britânica, que ordena o Almirante Roebuck para enviar a frota para o Mar da China. Ele é o sucessor de Sir Frederick Gray (Geoffrey Keen).
- Cecilie Thomsen como Professora Inga Bergstrom.
- Gerard Butler e Julian Rhind-Tutt como tripulantes de HMS Devonshire.
- Michael Byrne como Almirante Kelly, comandante da Marinha Real Britânica força-tarefa enviada para o Mar do Sul da China.